# Diana Vichneva
Djana Viktorovna Vichneva [dj'ana viʃ'njɔvɐ] (en russe : Диана Викторовна Вишнёва, transcription anglaise : Diana Vishneva), née le 13 juillet 1976 à Saint-Pétersbourg, est une danseuse russe. Elle est devenue une célébrité mondiale en devenant danseuse étoile de compagnies prestigieuses comme celle du Théâtre Mariinsky puis de l'American Ballet Theatre qu'elle quitte en 2017 pour devenir directrice d'une école de danse à Saint Pétersbourg.

## Biographie

### Jeunesse et formation
Diana Vishneva est née le 13 juillet 1976 à Leningrad, U.R.S.S (actuellement Saint-Pétersbourg, Russie). Elle dit avoir des ascendants russes et Tatars,.
Diana Vichneva entre à l'Académie de ballet Vaganova où elle étudie la danse classique avec Lioudmila Kovaleva,, Natalia Makarova, Rudolf Noureev et Mikhaïl Baryshnikov, . Durant sa scolarité elle reçoit les meilleures notes jamais données à un élève de l'Académie.

### Carrière

#### Ascension dans le Mariinsky ballet
Diplômée, elle intègre la troupe du Mariinsky (aussi appelé le Kirov) en 1995. L'obtention de deux prix : les Benois de la Danse et le Soffite d'Or, dès le début de sa carrière, la propulse au rang de danseuse étoile en 1996, alors qu'elle n'a que 19 ans,.

#### Danseuse étoile
Diana Vichneva danse avec le danseur étoile français Manuel Legris dans Manon au «Festival International de Ballet du Théâtre Mariinsky 2002» . Les deux sont loués pour former un couple magnifique, Diana Vichneva surpassant même Svetlana Zakharova, considérée dans le monde du ballet comme une référence,.

#### Sur les grandes scènes internationales
Vichneva danse, pour la première fois, sur la scène de l'American Ballet Theatre lors de la session de printemps 2003. En 2005, l'Amérique, reconnaissant son talent, lui ouvre en grand ses portes en la nommant Principal dancer de cette formation.
Elle est également invitée par, entre autres, l'Opéra de Paris, la Scala de Milan, le Bayerisches Staatsballett (en) de Munich ou encore le Théâtre Bolchoï, avec lequel elle fait ses débuts - tardifs pour une danseuse de sa renommée et de son talent - dans le rôle d'Odette et Odile du Lac des Cygnes.

#### Saison 2014-2015
Encore sous contrat en tant qu'étoile avec l'American Ballet Theatre, Diana Vichneva danse la moitié de l'année avec cette compagnie.
L'autre partie de la saison est dévolue au Mariinsky ballet, sa compagnie d'origine.
Entre le 14 avril et le 18 avril 2015, Diana Vichneva interprète deux chorégraphies de  Carolyn Carlson dans «Diana Vishneva: On the Edge» sur la scène du English National Opera de Londres,.
Elle danse dans le pas de trois Switch de Jean-Christophe Maillot, chorégraphe français et actuellement directeur des ballets de Monte-Carlo, et dans Woman in a Room de Carolyn Carlson, chorégraphe américaine de danse contemporaine,.

#### 2017- 2020
Diana Vichneva  quitte l'American Ballet Theatre pour ouvrir une école de danse à Saint Pétersbourg, malgré les difficultés à faire accepter les chorégraphies contemporaines en Russie,,.
En 2020 , elle participe à l'hommage rendu à Maurice Ravel par les Ballets de Lausanne sous la direction de Maurice Béjart.

#### Style
Diana Vichneva, connue pour sa plastique, est surnommée « le visage du Mariinsky » alors même qu'elle ne possède pas la morphologie-type des danseuses de l'ex-Kirov - ni son style[réf. nécessaire].
Plus à l'aise dans les chorégraphies néo-classiques et contemporaines que dans les rôles du répertoire classique, l'ouverture du Mariinsky aux chorégraphies de George Balanchine ou William Forsythe lui a permis de s'y consacrer tout particulièrement.

### Autres activités
En 2008, Vichneva devient membre du Conseil Honoraire des Directeurs de la Société pour le Bien-être des Enfants Russes (en) (RCWS).
En 2006, elle est une des danseuses du documentaire Ballerina qui suit différentes danseuses russes dans différents encours de leur carrière.
En 2014, elle est l'égérie pour lancer la nouvelle gamme de produits de soins des cheveux Discipline de Kérastase (l'Oréal),,.

### Vie privée
Vichneva épouse Konstantin Selinevich en 2013. De leur union naît, le 13 mai 2018, un garçon prénommé Rudolf-Viktor,.

## Répertoire
- La Bayadère : Nikiya, Ombre
- Raymonda : Raymonda, Clémence
- Le Corsaire : Gulnare
- Casse-noisette : Masha
- Don Quichotte : Kitri
- Roméo et Juliette : Juliette
- Symphonie en C : Troisième mouvement
- La Belle au bois dormant : Aurore
- Le Lac des cygnes : Odette - Odile, une amie du Prince
- Le Spectre de la rose : la Fille
- Pas de Quatre : Fanny Cerrito
- Giselle : Giselle
- L'Oiseau de feu : L'Oiseau de Feu
- Carmen Suite : Carmen
- Apollo : Terpsichore
- Manon : Manon
- Schéhérazade : Zobeide
- Cendrillon : Cendrillon
- Ring um den Ring : Brunnhilde
- La Mort du cygne : Le Cygne
- La Légende de l'amour : Mekhmeneh Bahnu

## Récompenses
- 1994 : récipiendaire de la médaille d'or ainsi que le Grand Prix de Lausanne[24]
- 1996 : lauréate du Prix Benois de la danse pour son interprétation de Kitri dans Don Quichotte[25]
- 1998 : lauréate du Prix de la Baltique du meilleur duo (conjointement avec Faroukh Rouzimatov)[26]
- 2000 : lauréate du Prix d'État de la fédération de Russie[27]
- 2001 : lauréate du Masque d'or de la meilleure danseuse pour le rôle de Rubis dans le ballet Joyaux de George Balanchine[28].
- 2002 : lauréate du Dancer of the Year prize (Prix du meilleur danseur) décerné par le magazine Dance Europe[29],
- 2003 : lauréate du prix Spirit of Dance, catégorie Queen of Dance, décerné par le magazine Ballet[29],
- 2007 : récipiendaire du titre artiste du peuple de la fédération de Russie, décerné par le président Vladimir Poutine[30],[2],
- 2009 :  lauréate du Masque d'or dans trois catégories Meilleur rôle féminin dans un ballet, Meilleur ballet, et Prix de la critique[29]
- 2010 : lauréate du prix Ballerine de la Décennie décerné par le Comité d'organisation du projet de gala de ballet international Stars of the 21st Century[31],[29],
- 2011 : lauréate du Golden Sofit pour le rôle principal du ballet d'Angelin Preljocaj Le Parc[29],
- 2017 : lauréate du Dance Magazine Award, décerné par la revue Dance Magazine (en)[3],[32],

## Filmographie
- Ballerina, film-documentaire de Bertrand Normand, avec Svetlana Zakharova, Ouliana Lopatkina, Evguenia Obraztsova, Alina Somova
- The Kirov celebrates Nijinsky - L'Oiseau de feu
- Giselle, avec Vladimir Malakhov et les danseurs du Tokyo Ballet
- Diana Vishneva Variation Lesson
- 2015 : Gravitation: Variation in Time and Space court-métrage